# Quentin Pongia
Quentin Pongia   (Greymouth, 9 de juliol de 1970 - Greymouth, 18 de maig de 2019) fou un jugador de rugbi neozelandès. Va haver de retirar-se del rugbi el 2004, ja que es va descobrir que tenia Hepatitis B. Va morir als 48, de càncer colorectal.

## Equips
- 1993-1997: Canberra Raiders (Austràlia)
- 1998: Auckland Warriors (Nova Zelanda)
- 1999-2001: Sydney Roosters (Austràlia)
- 2003: St. George Illawarra (Austràlia)
- 2003-2004: Wigan Warriors (Anglaterra)

## Internacional
- Nova Zelanda: 1992-2000

El 1995 va jugar amb Nova Zelanda la Copa del Món de Rugbi.